# Christoph Gottfried Jacobi
Christoph Gottfried Jacobi (* 20. April 1724 in Stapelburg; † 1. Dezember 1789 in Halberstadt) war ein deutscher evangelischer Theologe, geistlicher Liederdichter und Schriftsteller.

## Leben
Er war der Sohn des gräflich-stolberg-wernigerödischen Wildmeisters Johann Gottfried Jacobi und wurde in der späteren Grafschaft Wernigerode geboren. Sein Vater ließ ihm durch mehrere Pfarrgehilfen ersten Unterricht erteilen. Unter dem Rektor und Konrektor Schütze, Vater und Sohn, der Lateinschule zu Wernigerode, die er ab 1738 besuchte, wurde sein Interesse für Theologie geweckt. Ab 1741 besuchte er das Pädagogium zu Kloster Berge bei Magdeburg, das damals von Johann Adam Steinmetz geleitet wurde.
1744 ging er zum Studium an die Universität Halle, wo er 1746 die Magisterprüfung ablegte. Daraufhin wurde er zunächst Hauslehrer in Norddeutschland. 1749 kehrte er nach Wernigerode zurück, wo er Konrektor am Lyzeum wurde und nebenbei als gräflicher Bibliothekar arbeitete. Ab 1755 war er nur noch als Bibliothekar tätig. Diese Arbeit erfüllte ihn jedoch nicht auf Dauer, so dass er 1762 dem Ruf als Diaconus an die Oberpfarrkirche St. Sylvestri und Georgii in Wernigerode folgte. 1763 kehrte er dem provinziellen Wernigerode den Rücken und ging nach Magdeburg, wo er fortan als Diaconus und später als Pfarrer an der Jacobikirche wirkte. 1773 wurde er zum Generalsuperintendenten nach Halberstadt berufen, wo er bis zu seinem Tod im Advent 1789 tätig war.
Er hinterließ zahlreiche Schriften, sowohl theologischer und erbaulicher als auch volksaufklärerischer Natur, und setzte sich für die Errichtung obligatorischer Kassen für Kranke und Erwerbslose ein, deren Satzungen er verfasste und in Druck herausgab.

## Ehrungen
- Ehrenmitglied der Deutschen Gesellschaft zu Göttingen und zu Altdorf
- In der DDR wurde er als Vorkämpfer der sozialistischen Gesetzgebung verehrt.